# Бюллетень УГГО
Бюллетень УГГО — информационный вестник для членов Украинского геральдико-генеалогического общества. Выходил в печатном виде на украинском языке с 1963 по 1971 год в Майами (штат Флорида, США):
- 1963—1968 гг. — двухмесячник;
- 1969—1970 гг. — квартальщик;
- 1971 год появлялся раз в полугодие.

Содержал хронику жизни общества, библиографические заметки и статьи по украинской геральдики, генеалогии, вексиллологии и сфрагистики. Редактором бюллетеня был — Климкевич Роман.